# Carl Fredrich Brander
Carl Fredrich Brander, född 1705, död den 22 juni 1779 i Stockholm, var en svensk porträttmålare. 

## Biografi
Carl Fredrich Brander, som var son till lanträntmästaren Fredric Brander i Falun och 
Margareta Nilsdotter Holmberg, gick tidigt i lära hos Fredrik I:s hovmålare Georg Engelhard Schröder. Av honom tog han intryck som skulle följa honom hela livet: bland annat "en tung såsig kolorit" som inte ens mjukades upp av rokokons ljusa färger. Han fick även hjälpa Schröder när denne höll på med stora kungaporträtt, så att man där kan skönja elevens penseldrag.
När Brander i mitten av 1700-talet fick kontakt med kretsen kring Johan Henrik Scheffel förändrades hans stil. Den tunga barockstilen ersattes under intryck av Scheffels dekorativa verk av en ledigare och mer tilltalande karaktär. Dock nådde han inte upp till sina läromästare när det gäller personkarakteristiken.
Carl Fredrich Brander var en flitig konstnär; mer än 150 porträtt av hans hand är kända, varav några finns i Uppsala universitet, Nationalmuseum, Gripsholms slott, Norrköpings konstmuseum  och Nordiska museet.
Han var gift med Charlotta Margareta Sebell.

## Kända verk i svenska kyrkor
- Oppeby kyrka, Östergötland: Altartavla i början av 1760-talet

## Galleri

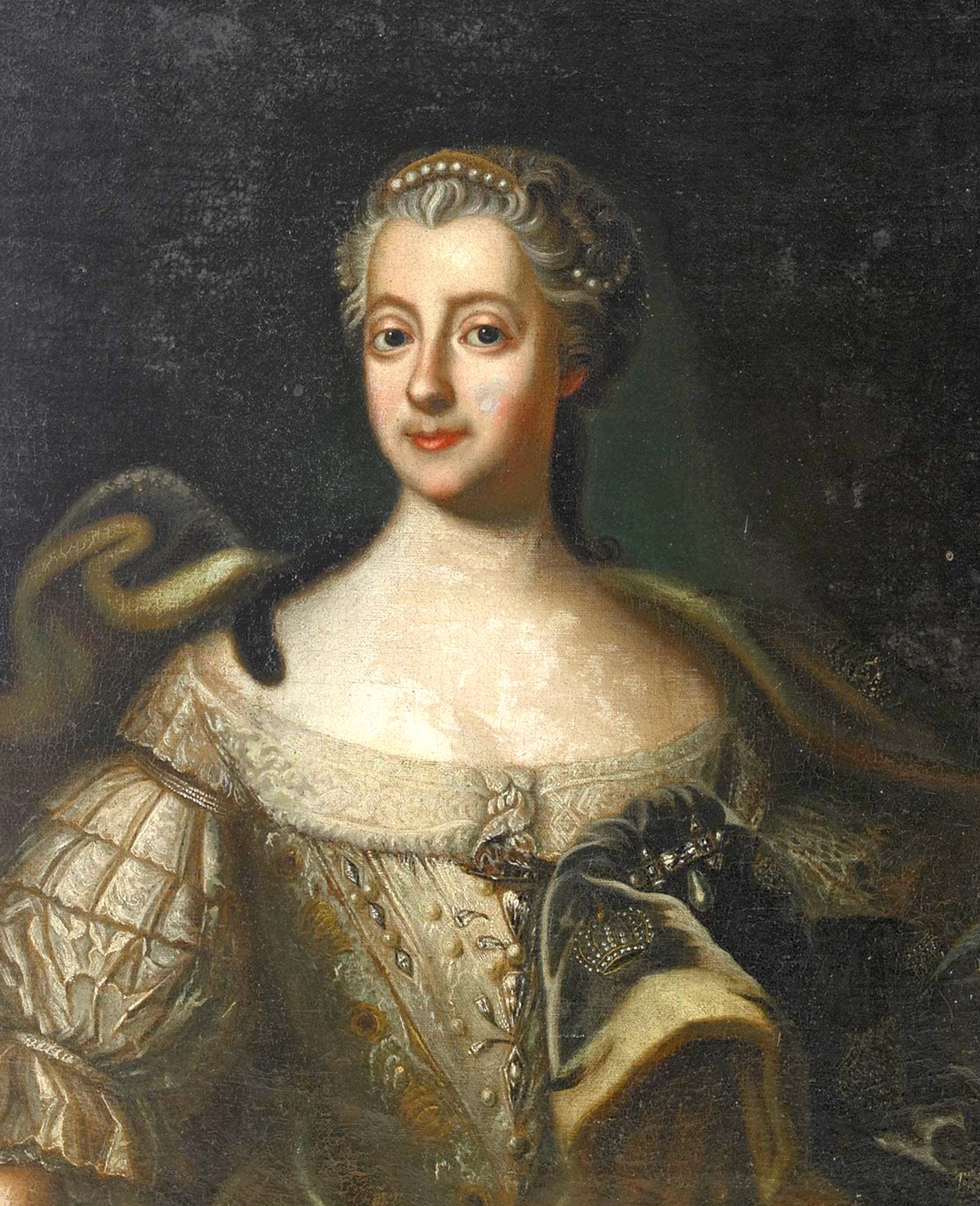
Porträtt av drottning Lovisa Ulrika.
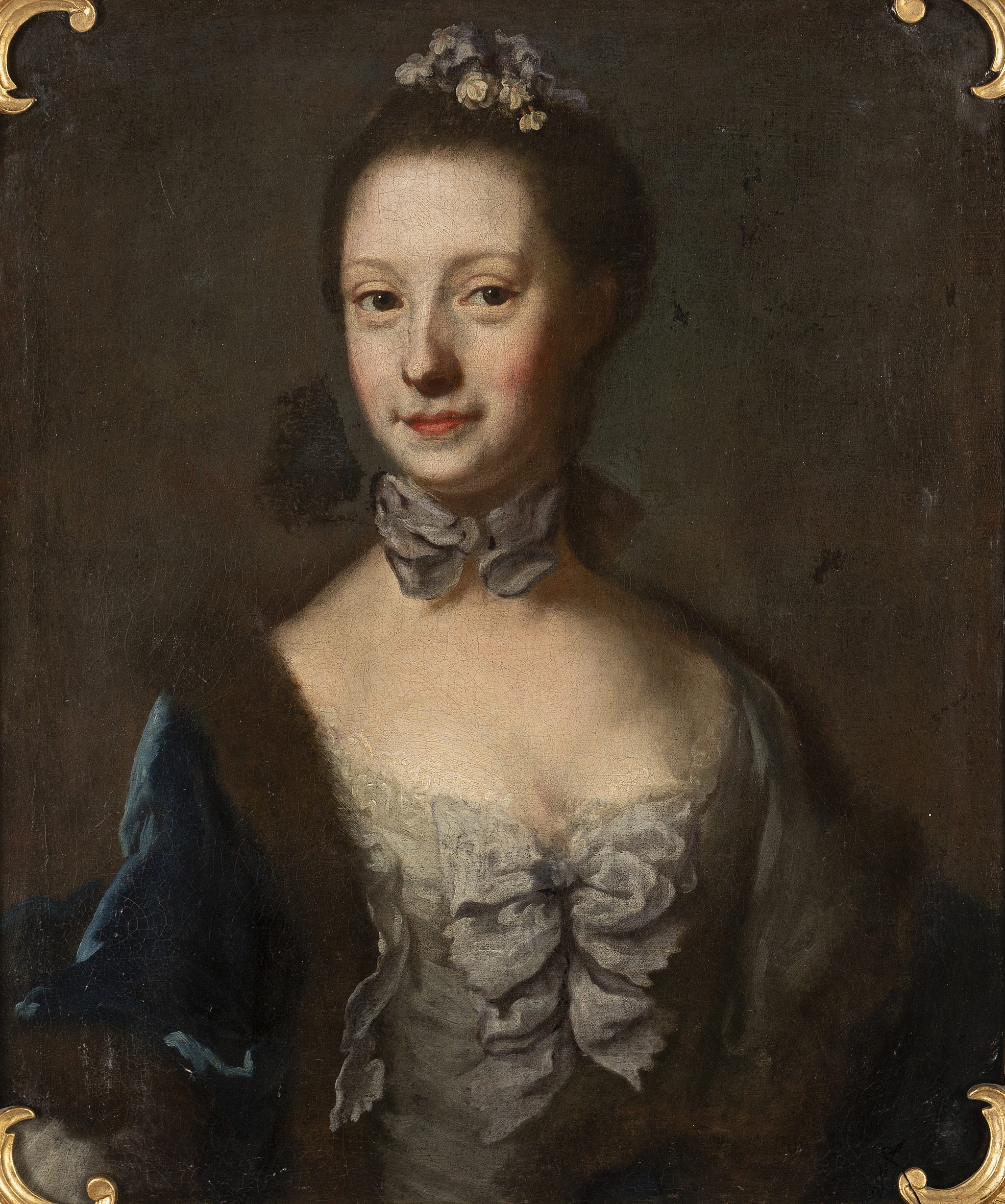
Porträtt av Prästfru från Enköping, troligen 1760-tal.
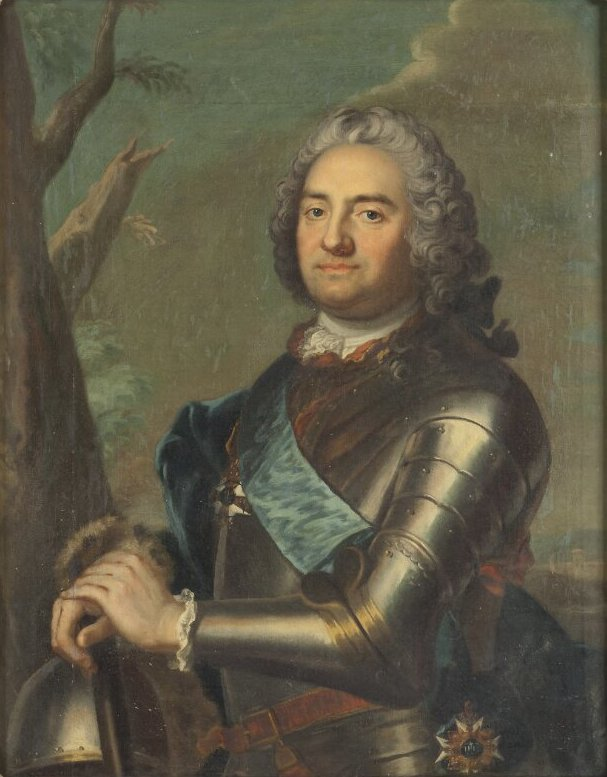
Porträtt av Jakob Albrekt von Lantinghausen.
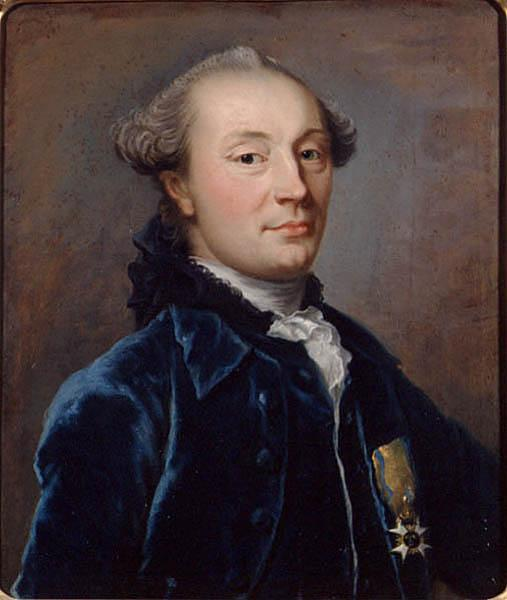
Porträtt av Jakob Magnus Sprengtporten.
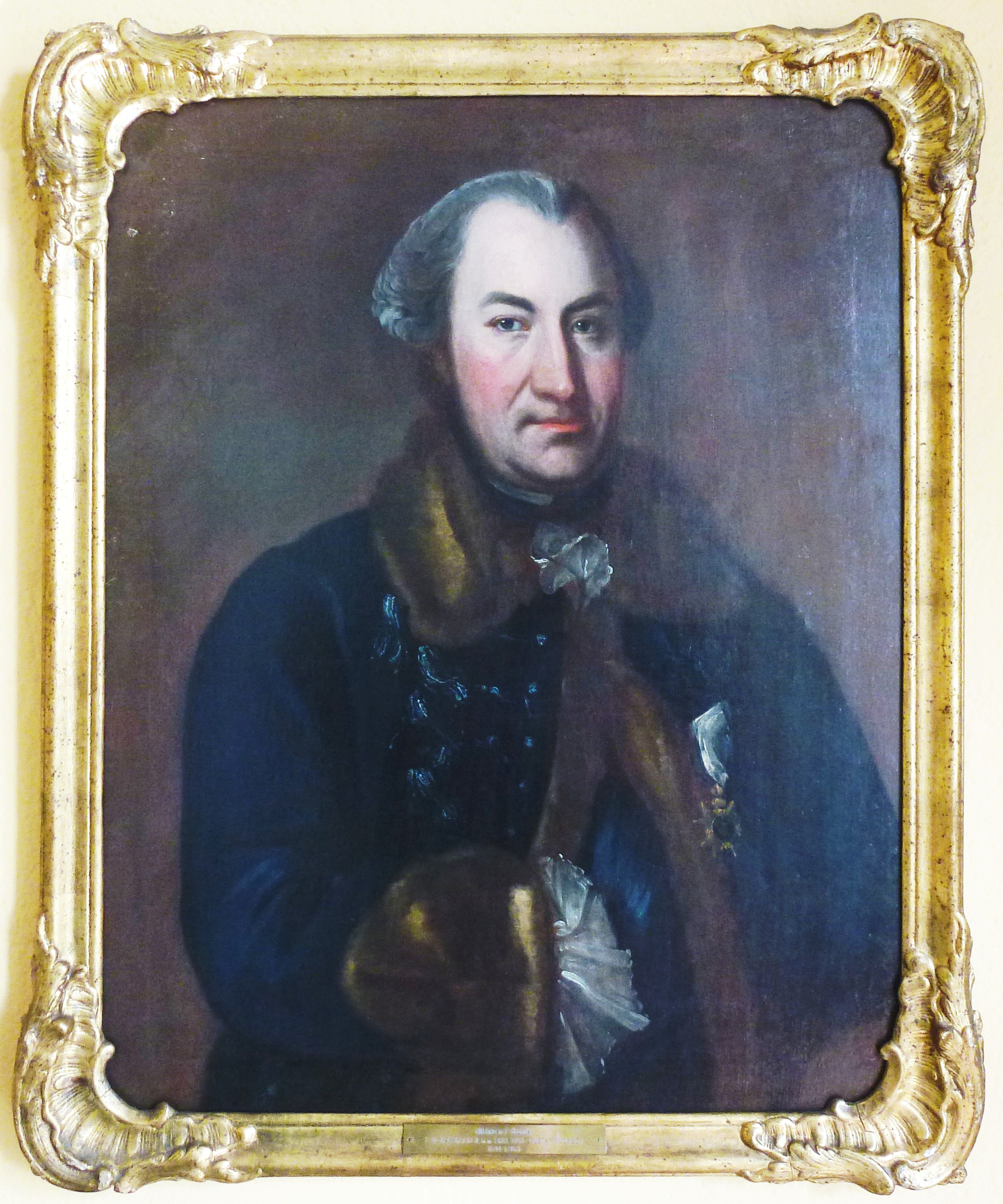
Porträtt av Thure Gustaf Rudbeck (1714–1786).